# Nävertapetserarbi
Nävertapetserarbi (Megachile analis) är en biart som beskrevs av Nylander 1852. Den ingår i släktet tapetserarbin och familjen buksamlarbin.

## Underarter
ITIS anger följande fem underarter:
- Megachile analis albida Friese, 1898
- Megachile analis analis Nylander, 1852
- Megachile analis batsumberensis Tkalcu, 1988
- Megachile analis turgensis Tkalcu, 1988
- Megachile analis ulangomensis Tkalcu, 1988

## Beskrivning
Biet har svart grundfärg och tillplattad bakkropp. Honans utseende är variabelt. Antingen kan hon ha ljusgrå päls på huvud, mellankropp och på tergit 1 till 3, medan pälsen på tergiterna 4 och 5 vanligtvis är svart. Det är inte ovanligt med ett mörkare fält upptill på mellankroppen. I Sverige är detta den vanligaste färgformen. En annan form är nästan helt svarthårig, förutom tät, vit päls på tergit 6. I Sverige finns denna form främst på Öland. Dessutom är polleninsamlingsborsten som finns på buken, scopa, orangefärgad hos båda färgformerna. Biet är förhållandevis stort, honorna är 10,5 till 13 mm långa, hanarna 10 till 12 mm.

## Ekologi
I norra delen av utbredningsområdet utgörs habitatet av hedar, alvarmarker och kustnära sandmarker. Längre söderut består det av alpina högängar och skogsgläntor.
Arten är polylektisk, den hämtar näring från blommande växter ur många olika familjer, som klockväxter (blåklockssläktet), kransblommiga växter (vickersläktet), ärtväxter (timjansläktet), korgblommiga växter och ljungväxter (klockljung). Arten flyger mellan juni till augusti.

### Fortplantning
Som alla tapetserarbin är nävertapetserarbiet en solitär art, det vill säga den bildar inga samhällen. Honan bygger sina larvgångar i sandig mark eller under rötter och stenar. Som byggnadsmaterial använder hon främst tunn näver, men kan även använda bladskivor, som hon skär ut med sina käkar från rosenbuskar och björkar Gångarna innehåller ett förhållandevis litet antal larvceller, vardera med ett ägg, som fylls med pollen, främst från ärtväxter men även från blåklockor som näring åt larven. Gångarna förses sedan med en propp av bladbitar och täcks med sand.
Larvbona parasiteras troligen av konkägelbi, vars hona lägger ägg i nävertapetserarbiets larvceller, ett ägg i varje. Den resulterande larven lever sedan på den insamlade näringen, efter det värdägget eller -larven dödats.

## Utbredning
Nävertapetserarbiet finns i centrala och norra Europa samt delar av Sydeuropa, från Sverige och Finland i norr till Italien och Spanien i söder, och från Belgien och Frankrike i väster till Ryssland samt vidare till Sibirien och Mongoliet i öster.
I Sverige finns arten från Skåne, Blekinge och Halland längs östra delarna av landet till Norrbotten. Den finns också på Öland, men saknas på Gotland.
I Finland finns biet från sydkusten (ej Åland) norrut till Norra Savolax och Norra Karelen i öster, till Lappland i höjd med Torneå i väster.

## Status
Arten är klassificerad som livskraftig (LC) både i Sverige och Finland, medan IUCN globalt listar den under kunskapsbrist (DD)